# John Hoppner

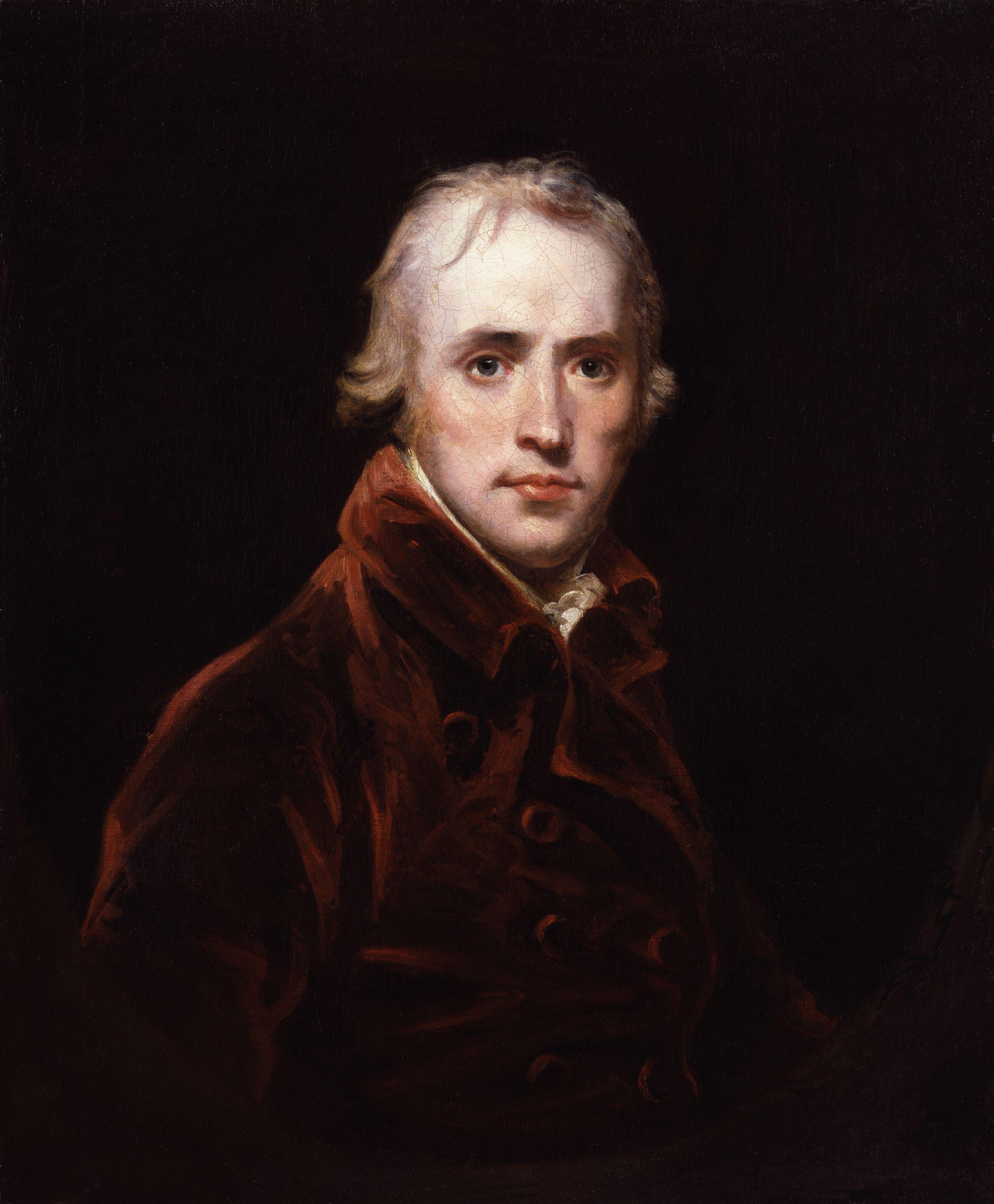
Zelfportret, ca. 1800, National Portrait Gallery, Londen

John Hoppner (Whitechapel (Londen), 4 april 1758 – Londen, 23 januari 1810) was een Engelse portretschilder. Hoppners ouders waren van Duitse afkomst; zijn moeder was hofdame van koningin Charlotte, de echtgenote van koning George III. Door deze connectie verwierf hij al snel de steun van de koning, wat leidde tot speculaties dat John weleens zijn zoon zou kunnen zijn. Dit is echter nooit bewezen.

## Werk
Hoewel aanvankelijk opgeleid tot koorknaap aan het hof ging zijn belangstelling al snel uit naar de kunsten. Vanaf 1775 studeerde hij aan de Royal Academy of Arts en schilderde hij historische taferelen, landschappen en genrestukken. Hij won hiermee enkele prijzen en stelde er voor het eerst werk tentoon in 1780. Hoewel de landschapschilderkunst zijn voorkeur genoot, bleek portretteren lucratiever. Hij toonde ook hierin grote bekwaamheid en had er al snel succes mee.
In 1793 werd Hoppner hofschilder van de Prins van Wales, de latere koning George IV. Door zijn contacten aan het hof kon hij portretten schilderen van vele vooraanstaande en publieke figuren, zoals hovelingen, edelen, geestelijken en acteurs. Zo portretteerde hij onder meer Lord Nelson, Sir Walter Scott en de hertog van Wellington.
Zijn meest geslaagde werken waren overigens schilderijen met vrouwen en kinderen. Tot zijn bekendste werken behoort De Morton-kinderen, waarvan de stijl lijkt op die van Thomas Gainsborough en Joshua Reynolds.
Hoppner was, zoals hij zelf ook toegaf, een navolger van Reynolds en in zijn stijl daardoor weinig oorspronkelijk. Een aantal van zijn werken is door de tijd aangetast en heeft daardoor aan kwaliteit verloren. Hij wordt overigens, samen met zijn tijdgenoot (en rivaal) Thomas Lawrence, gerekend tot de beste portretschilders van zijn tijd.

## Selectie

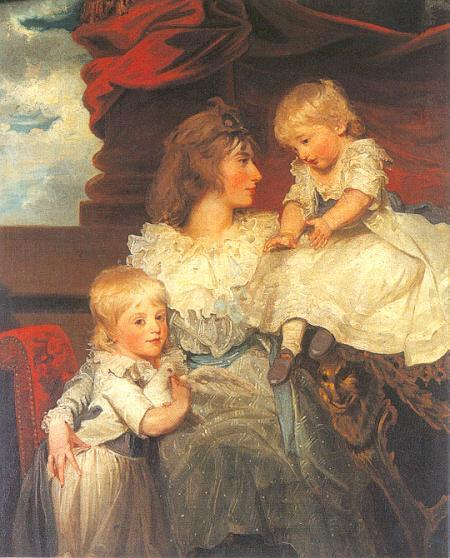
Portret van Lady Henrietta Frances Spencer en haar twee zonen Frederick en John Ponsonby], 1787, Stansted House
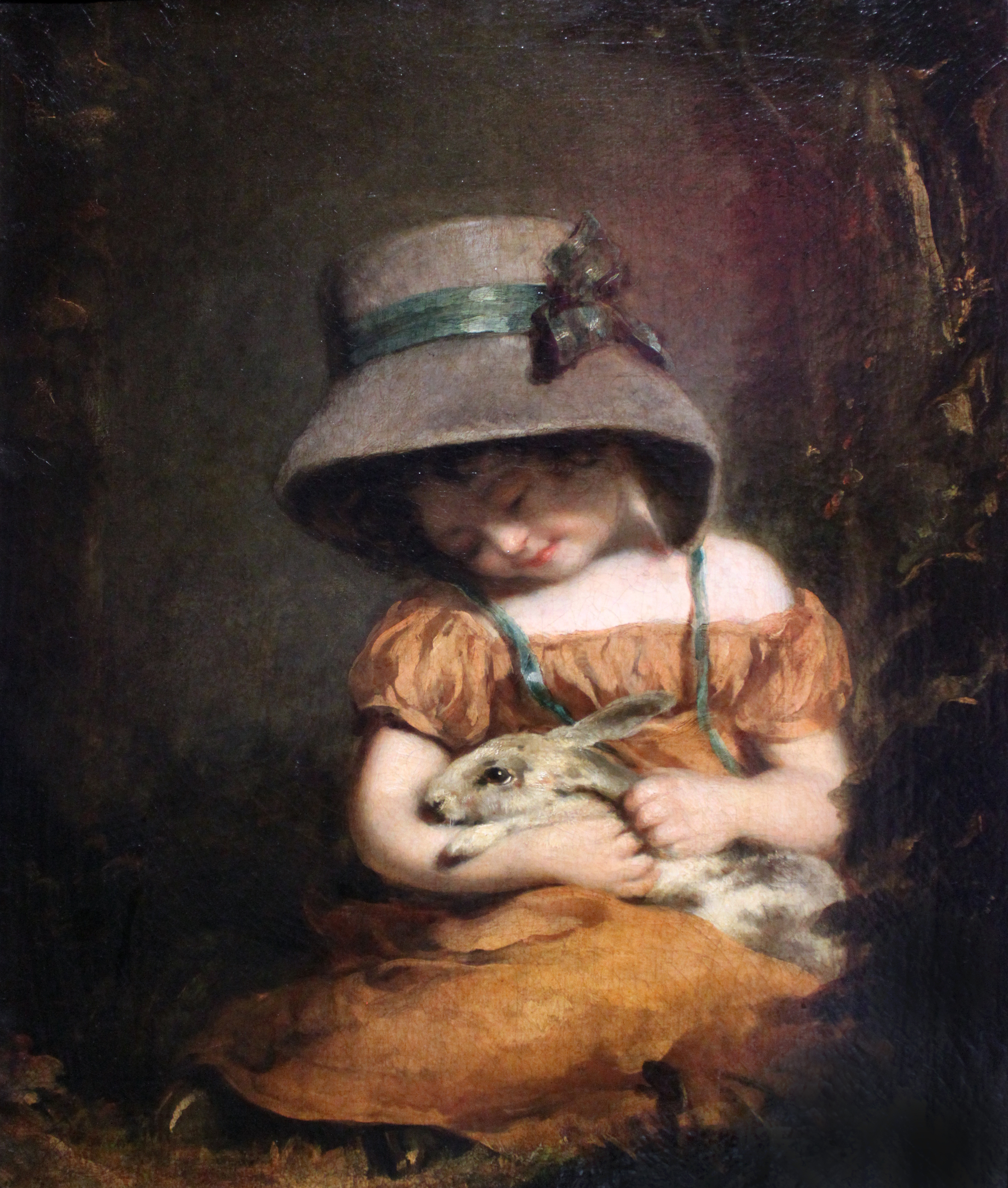
Meisje met konijn, 1800, Städel Museum, Frankfurt